# Lijst van racetermen
Dit is een lijst van termen gebruikt in de auto- en motorracerij.

## A
ApexHet aansnijpunt van een bocht; het gedeelte van het wegdek waar de bocht het dichtst wordt benaderd.

## B
Blauwe vlagDe blauwe vlag wordt getoond aan een coureur die op het punt staat gedubbeld te worden. Indien de blauwe vlag getoond wordt dient de coureur in kwestie zijn achtervolger zo spoedig mogelijk te laten passeren. Overigens is 'de blauwe vlag' deels tot geheel vervangen door blauwe lichtsignalen met dezelfde functie, die langs het circuit geplaatst zijn en elektronisch door de wedstrijdleiding bediend worden. Zie ook Vlaggen van de Formule 1.

## C
CamberDe hoek waaronder de banden onder de auto zijn gemonteerd. Zie ook Camber (hoek).
ChicaneTwee opeenvolgende bochten in een rechts-links of links-rechts combinatie.
Clean airAls een coureur vrije baan heeft rijdt deze in clean air. Dit wil zeggen dat het gat tot de voorligger zodanig groot is dat de coureur geen last heeft van verstoorde lucht die van een voorligger zijn wagen afkomt. In NASCAR wordt deze term meestal gebruikt voor de wagen die eerste rijdt.
Code roodSituatie waarin de race wordt stilgelegd. Zie ook Rode vlag.
CrossbrilEen stofbril. Zie ook Crossbril.

## D
DiffuserEen constructie aan de onderzijde van een auto, welke door de lucht in een bepaalde richting te leiden de neerwaartse druk van een auto verhoogt.
Dirty airLuchtturbulentie die een voertuig achter zich veroorzaakt en waarvan volgers hinder ondervinden.
DNFDid Not Finish, aanduiding voor een coureur die de eindstreep van een race niet gehaald heeft.
DownforceEngelse term voor neerwaartse druk. Neerwaartse druk wordt gecreëerd door een spoiler of vleugel op de racewagen en vergroot de grip.
DriftenSituatie waarbij de auto in een slip door de bocht gaat.
Drive-through penalty, ook wel drive-throughTijdens een race kan de wedstrijdleiding na een overtreding een drive-through penalty aan een coureur uitdelen. Als de coureur deze straf ontvangt dient hij eenmalig door de pitstraat te rijden, waarbij geen werkzaamheden aan zijn auto mogen worden verricht.
DRSDrag reduction system. Systeem dat vanaf het seizoen 2011 in de Formule 1 wordt gebruikt. Een coureur is door dit systeem in staat de achtervleugel te openen, en op deze manier door de lagere luchtweerstand zijn rivaal te passeren.

## E
ERSEnergy Recovery System. In de hybride automotor wordt energie teruggewonnen (bij het afremmen van de auto) en opgeslagen in een accu als elektrische energie. Later in de ronde kan de coureur deze opgeslagen energie gebruiken om meer vermogen in te zetten.

## F
F-DuctDe F-Duct is een aerodynamisch systeem, gebruikt in de Formule 1, dat door de coureur handmatig kan worden bediend. Door een klep in de monocoque open te zetten wordt de neerwaartse druk verlaagd waardoor de topsnelheid tijdelijk omhoog gaat. Het systeem werd gebruikt in het Formule 1 seizoen 2010, en is in verband met veiligheidsrisico's vanaf het seizoen 2011 verboden. Zie ook F-duct.
Flat-outEen term die gebruikt wordt als een coureur op de limiet gaat rijden zonder benzineverbruik of bandenslijtage in acht te nemen. Vaak wordt hij hiertoe aangezet door de teamradio, bijvoorbeeld in de rondes voor een pitstop of als er een achterligger begint in te lopen. Ook in kwalificaties wordt er over het algemeen flat-out gereden.
Formule racingHet racen in een auto met open cockpit. Ook bekend als open-wheel racing (Engels).
Full-wetsEngelse benaming voor diep gegroefde regenbanden. Full-wets worden gebruikt bij extreme regenval of grote hoeveelheden stilstaand water.

## G
GapTijdverschil tussen twee coureurs.
Gele vlagTijdens een race wordt de gele vlag getoond als een gevaarlijke situatie zich voordoet. De coureurs mogen niet inhalen. Zie ook Vlaggen van de Formule 1.
Gentleman driverEen coureur die betaalt voor zijn positie.
GrainingHet oprullen van de banden door slijtage bij te hoge temperaturen.
Grid of startgridDe startopstelling aan het begin van een race.
GrindbakUitloopstrook naast het circuit waar grind geplaatst is om de auto's af te remmen.
Groene vlagDe groene vlag wordt getoond als het circuit wordt vrijgegeven. Zie ook Vlaggen van de Formule 1.

## H

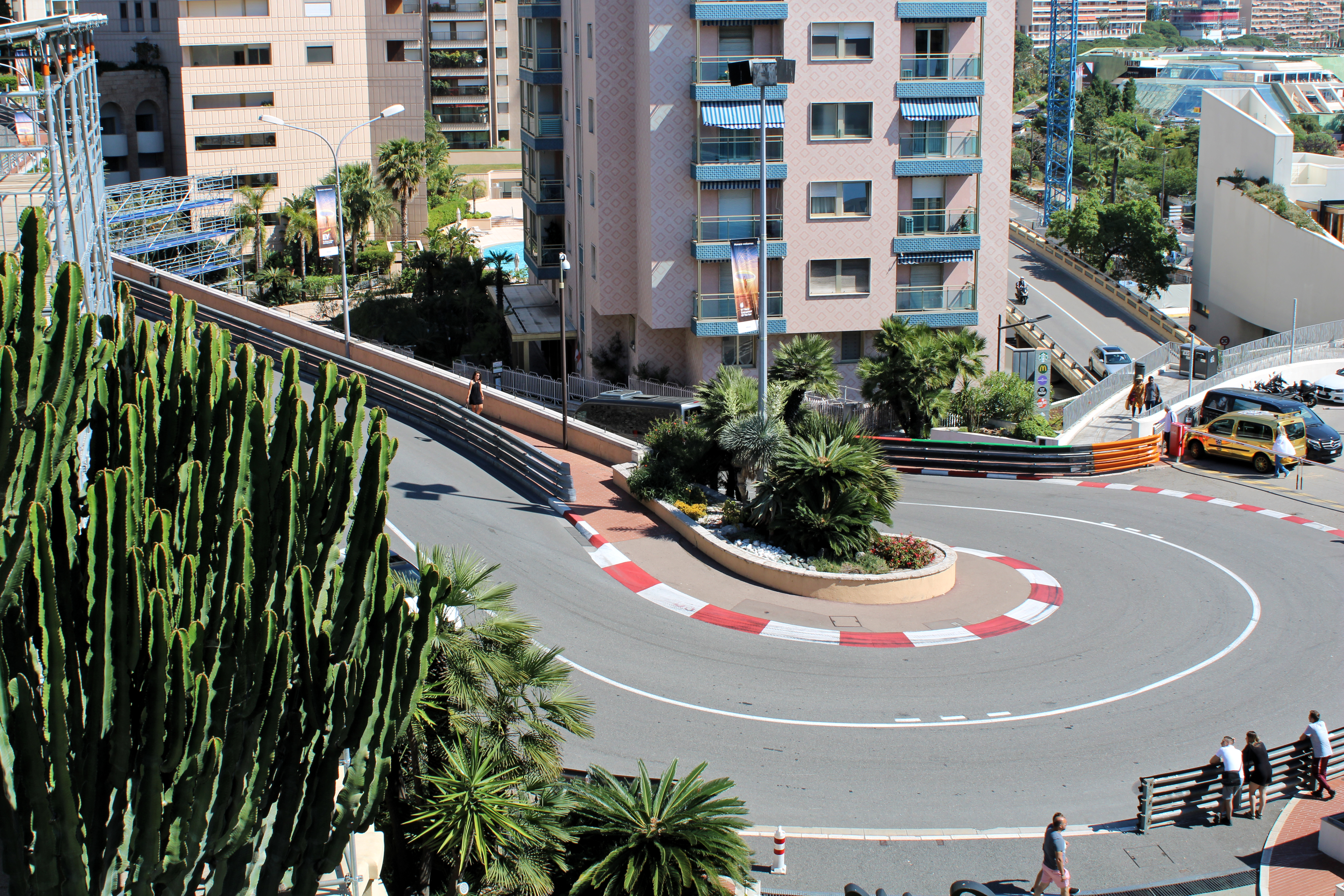
De Grand Hotel hairpin op het Circuit de Monaco is een bekende haarspeldbocht.

Haarspeldbocht((en)  Hairpin) Een scherpe bocht met een hoek van meer dan 90 soms tot 180 graden.
HaloBeugel over de cockpit van een open racewagen ter bescherming van de coureur bij ongevallen.
HANSHead and Neck Support. Zie Head and Neck Support system.

## I
InfieldHet terrein aan de binnenzijde van een oval, waar een roadcourse kan zijn.
In-lapDe ronde waarin een coureur de pitstraat in rijdt.
IntermediateEen band die geschikt is voor zogenaamde tussenomstandigheden. De intermediate wordt gebruikt bij matige regen of een opdrogende baan.

## K
KerbstonesKerbstones zijn te vinden aan de zijde van een bocht op een circuit. De (veelal rood/witte) rand wordt door coureurs gebruikt om de bocht optimaal aan te snijden, aangezien ze aan de binnenzijde over de kerbstones kunnen rijden.
KERSKinetic Energy Recovery System; een systeem waarbij de remenergie wordt teruggewonnen om een tijdelijke boost aan het vermogen toe te voegen. Zie ook Kinetic Energy Recovery System.
Kwalificatiepacede kwalificatiepace is het tempo waarop in de kwalificatie voluit kan worden gereden. De racepace is grofweg het tempo waarmee een coureur in de race kan rijden zonder dat de banden te snel slijten. Het verschil tussen kwalificatie- en racepace is van belang omdat gedurende de kwalificatie met minder benzine in de tank en dus minder gewicht gereden wordt, waardoor de auto sneller kan. Gedurende de race is de auto zwaarder, wat een versneld slijtage van de banden veroorzaakt.

## L
LapAfgelegde ronde.
LollipopDe Lollipop is het bord dat door een team gebruikt wordt bij een pitstop. Met het bord, dat voor de coureur getoond wordt, wordt aangegeven wanneer hij weg mag rijden. De Lollipop wordt getoond door de Lollipop-man.
LiftenKort afremmen door de voet van het gaspedaal te halen.
LMPDe afkorting LMP wordt gebruikt in de Le Mans Series en 24 uur van Le Mans, en staat voor Le Mans Prototype. Onderverdeeld in de hoogste LMP1 en de tweede LMP2 klasse.

## M

De meatball

MarblesDe stukken rubber die naast de ideale lijn op het circuit liggen.
MarshalEen marshal is een baancommissaris. Baancommissarissen zijn tijdens een race verantwoordelijk voor directe hulp bij een ongeval en tonen de diverse vlaggen.
MeatballPopulaire term voor de zwarte vlag met oranje bol. De meatball wordt getoond als een coureur verplicht de pitstraat moet bezoeken in verband een technische probleem. Zie ook Vlaggen van de Formule 1.
Mickey Mouse-Circuit of Mickey Mouse-baantjePopulaire term voor een kort bochtig circuit. Zo noemde Michael Bleekemolen het circuit van Zandvoort een Micky Mouse-baan.
MonocoqueDe monocoque is het gedeelte van een raceauto waarin de coureur zich bevindt, dat uit één deel bestaat. Zie ook Monocoque.
MotorhomeDe accommodatie van een team tijdens een race, vooral gebruikt in de Formule 1.

## O
OnderstuurSituatie waarbij de auto neigt een flauwere bocht te maken dan de bestuurder van de stuuruitslag zou verwachten. Zie ook Onderstuur (auto).
Open-wheel racingHet racen in een auto met open cockpit. Ook bekend als Formule racing.
Out-lapDe ronde waarin een coureur de pitstraat heeft verlaten.
OvalEen ovaal circuit, ook wel Speedway (Amerikaans) genoemd. Ovals zijn vooral populair bij Amerikaanse raceklassen als NASCAR en de IndyCar Series.
OverstuurSituatie waarbij de auto over de achterbanden naar de buitenkant van de bocht glijdt. Zie ook Overstuur.

## P

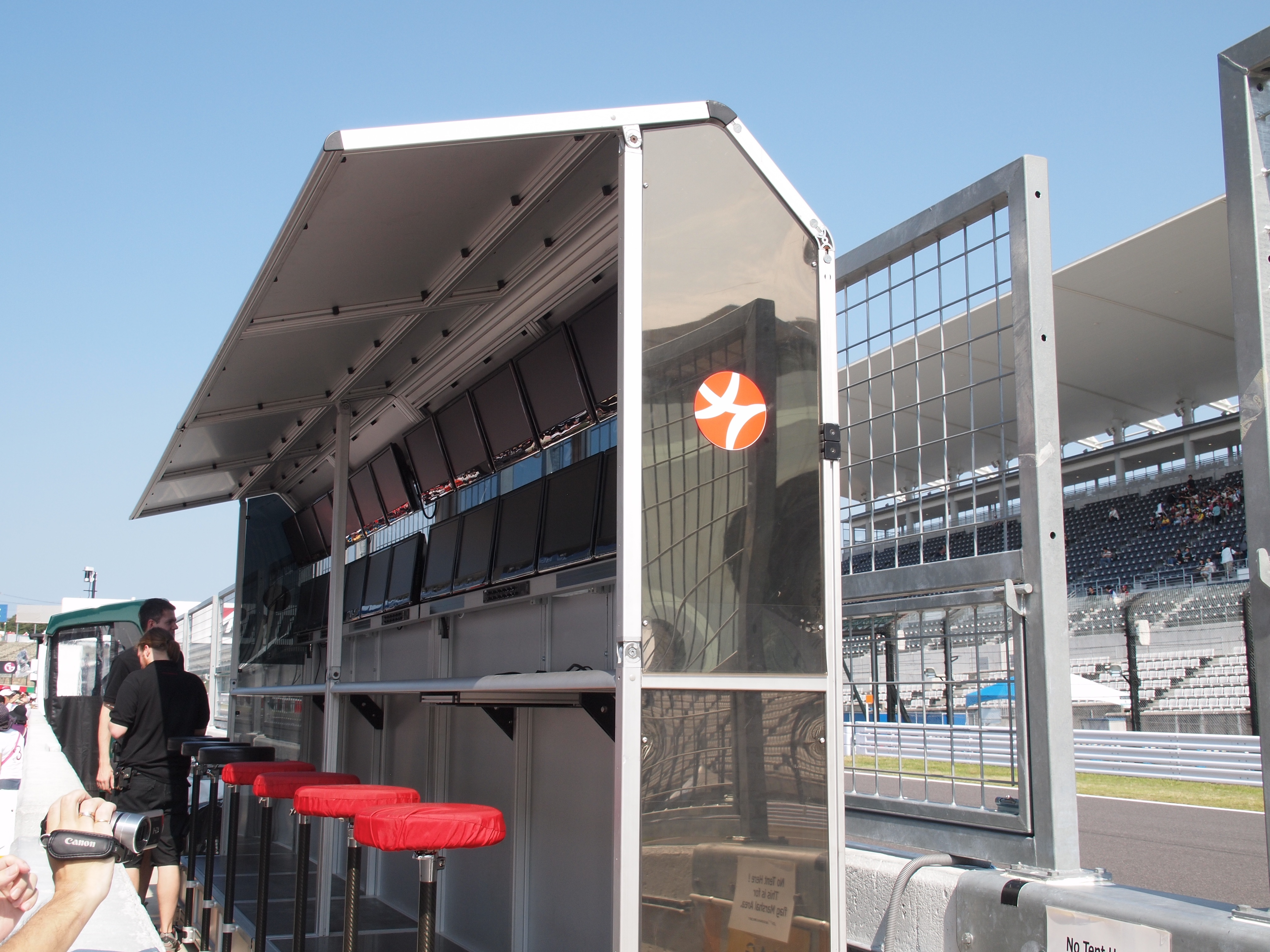
Pit wall

Pace-CarZie Safety-Car.
PacenotesIn de rallysport gebruikte term voor de gedetailleerde beknopte beschrijving van de af te leggen route (zie: proef), uitgesproken door de navigator.
PaddockHet gebied achter of nabij het pitcomplex waar teams en toeleveranciers hun accommodaties plaatsen.
Parc ferméAfgesloten terrein waar de raceauto's gestald worden tijdens een raceweekend. Op het parc fermé mag niet aan de auto's gesleuteld worden. Zie ook Parc fermé.
Pitlane-limiterDe Pitlane-limiter is een elektronisch hulpmiddel dat in een aantal autosportklassen wordt gebruikt. Als de coureur de pitstraat inrijdt en de limiter-knop indrukt wordt zijn auto beperkt tot de maximale toegestane snelheid in de pitstraat.
Pitstraat, pit, pits of pitlaneDe pitstraat is de plaats op een circuit waar de garages van de teams te vinden zijn. Vaak is de pitstraat op een circuit aangelegd langs het rechte stuk waar ook de start- en finishlijn gelegd is. Zie ook Pit (motorsport).
Pitwall of pitmuurDe muur tussen de pitstraat en het circuit. Op de pitwall worden de stands van de teams opgebouwd, die gebruikt worden voor de communicatie met de rijders.
Poleposition of poleDe eerste startpositie. Zie ook Poleposition.
PorpoisingHet stuiteren van de wagen door extreem grondeffect. Zie ook Porpoising.
PrivateerEen coureur of team dat op eigen kosten en met eigen middelen uitkomt en niet toebehoort aan een automerk.
ProefNaam voor het parcours dat (op snelheid) verreden dient te worden bij de rallysport.

## Q
Qveelal gevolgd door een nummer. Q wordt gebruikt als aanduiding voor een kwalificatietraining. Q1 is een verwijzing naar kwalificatietraining 1, Q2 voor kwalificatietraining 2. Zie: kwalificatie

## R
RacepaceZie kwalificatiepace.
RegenbandenBanden met groeven, waardoor de regen niet tussen het wegdek en de band blijft zitten, maar via de groeven weg kan en de kans op glijden en slippen verkleind wordt.
RoadcourseAmerikaanse aanduiding voor een niet-ovaal circuit.
Rode bandDe snelste band (de "soft"), die echter ook het snelste slijt omdat hij de meest zachte rubber samenstelling heeft (in vergelijking met de "medium" (geel) en de "hard" (wit).
Rode vlagBij een rode vlag-situatie, ook wel Code Rood genoemd, wordt een sessie of race meteen stilgelegd.
Rood-gele vlagDe rood-gele vlag wordt getoond als er een gladde vloeistof op de baan aanwezig is. Zie ook Vlaggen van de Formule 1.
RookieAanduiding voor een coureur die bezig is aan zijn eerste seizoen in een klasse.

## S

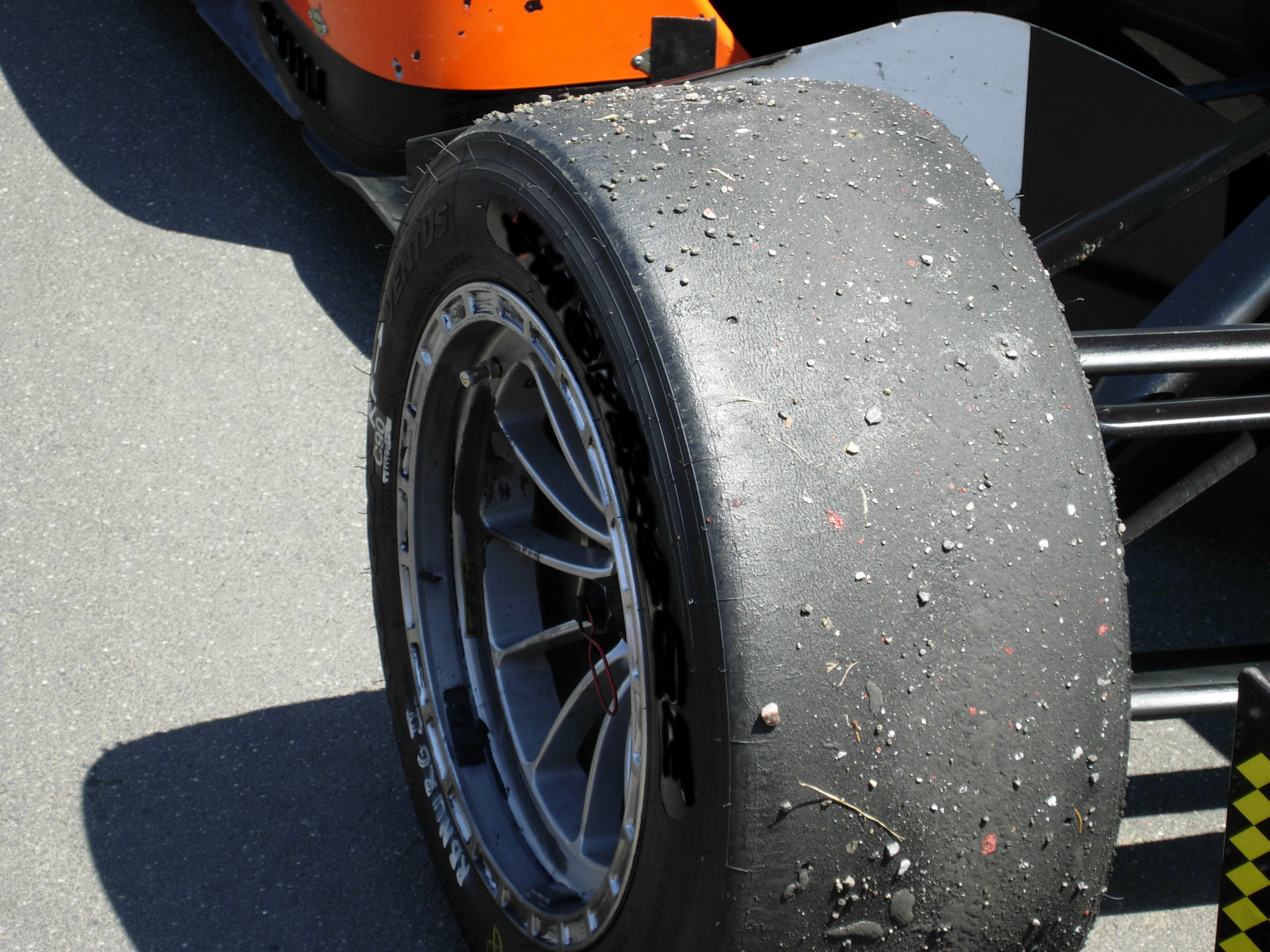
Slicks op een Formule 3-auto

Safety-CarDe Safety Car wordt ingezet tijdens een race als een ernstig ongeval heeft plaatsgevonden, of ander gevaar dreigt. De Safety Car rijdt voor het veld uit met een beperkte snelheid waardoor de marshalls veilig werkzaamheden kunnen verrichten.
Satelliet-teamHet tweede team van dezelfde fabrikant of eigenaar.
SidepodDe sidepod is het gedeelte aan de zijkant van een Formule auto. In de sidepod zitten de radiateurs van de Formule auto.
SlicksOngegroefde banden. Door afwezigheid van de groeven is er een groter contactoppervlak tussen band en wegdek en zodoende beter 'grip'. De slicks worden gebruikt onder droge omstandigheden. Op een natte wegdek worden regenbanden gebruikt voor beter grip.
SlipstreamDe zuigende werking die achter een rijdende voertuig ontstaat. Een volger kan om tactische redenen 'slipstreamen', door in de slipstream van zijn voorganger te rijden en daardoor momentum op te bouwen om zijn voorganger te passeren. Dit is een tactiek dat meer gebruikt wordt naarmate er langere rechte stukken op een circuit voorkomen. Met name het circuit van Monza leent zich hier goed voor.
Special Stage of SSDe (Engelse) term gebruikt voor een klassementsproef in een rallywedstrijd. Een korte, speciale proef wordt SSS genoemd, Super Special Stage.
StintDe periode waarin een coureur achter het stuur zit in een race waar meerdere coureurs één auto besturen. Soms wordt hiermee ook de periode tussen twee pitstops bedoeld.
Stop-and-go penaltyEen stop-and-go penalty is een straf die door de wedstrijdleiding kan worden uitgedeeld. Als een coureur deze straf ontvangt, dient hij bij de eerstvolgende pitstop eerst de gegeven straftijd stil te staan, alvorens de pitcrew mag beginnen aan de werkzaamheden aan de auto. Indien de coureur geen pitstop meer hoeft te maken, wordt de straftijd van de penalty na afloop van de race opgeteld bij zijn eindtijd. Hierdoor kan de coureur alsnog posities verliezen. Zie ook Stop-and-go penalty.
SuperpolePoleposition behaald in een speciale kwalificatietraining waarin slechts bepaalde, aangewezen coureurs uitkomen.

## T
T-CarReserve-auto.
T-CamDe camera, op de auto gemonteerd, die onder andere wordt gebruikt in de Formule 1, vanwege de vorm T-Cam genoemd.
Tear-offEen tear-off is een laagje folie op het vizier van de helm, of de voorruit van een raceauto. Door de tear-off te verwijderen heeft de coureur geen last van een smerig helmvizier. Zie ook Tear-off.
Toe-inAls een band aan de onderzijde verder naar binnen staat dan aan de bovenzijde. Zie ook Camber (hoek).
Toe-outAls een band aan de bovenzijde verder naar binnen staat dan aan de onderzijde. Zie ook Camber (hoek).
Toerwagenracing of  touringcar racing (internationaal)Het racen in een auto die is afgeleid van, of gebaseerd op een straatauto.
TowWanneer een voertuig een volger 'trekt' in zijn slipstream.

## U
Undercutbetekent dat een coureur eerder naar binnen gaat voor een pitstop dan zijn concurrent (die voor hem rijdt) voor nieuwe banden. Hierdoor kan hij snellere rondetijden behalen, doordat hij met verse banden rijdt. Als de (voorop rijdende) coureur vervolgens enige ronden later naar binnengaat voor nieuwe banden is de kans groot dat de coureur die eerder gestopt is in de tussentijd op verse banden snellere rondetijden heeft kunnen rijden waardoor de later “pittende” coureur een plaats verliest in de rangschikking.

## V
Vliegende rondeDe ronde tijdens een (kwalificatie)training waarin een coureur een poging doet om zijn snelste tijd te rijden.

## W
WielspinHet sneller draaien van de banden dan dat het voertuig zich ten opzichte van het wegdek verplaatst. Dit kan gebeuren als de coureur meer gas geeft dan nodig is voor een goede grip van de band op het wegdek, waardoor de banden feitelijk slippen. In een race kan wielspin de oorzaak zijn van een trage start wanneer de coureur te snel te veel koppel geeft aan de wielen. Bij shows waar donuts gemaakt worden is wielspin juist essentieel, hoewel het ten koste van oprokende banden gaat.
WingletOpstaande rand aan de voorvleugel van een raceauto. Zie ook Winglet voor gebruik in de luchtvaart.
Witte vlagDe witte vlag wordt getoond als er een auto (gevaarlijk) langzaam over het circuit rijdt. Zie ook Vlaggen van de Formule 1.

## Z
Zwart-witte (diagonaal) vlagDe diagonaal zwart-witte vlag wordt getoond om een coureur officieel te waarschuwen voor gevaarlijk of onsportief rijgedrag. Zie ook Vlaggen van de Formule 1.